# Go Your Own Way
Singles de Fleetwood Mac
Say You Love Me
(1976) Dreams
(1977)
Go Your Own Way est une chanson du groupe Fleetwood Mac écrite et composée par Lindsey Buckingham.
Avant de paraître sur l'album Rumours (1977), Go Your Own Way est sortie en single le 20 décembre 1976, avec Silver Springs (en) en face B. C'est le premier single du groupe à se classer dans le Top 10 aux États-Unis.
En 1995, Go Your Own Way est sélectionnée par le Rock and Roll Hall of Fame, comme l'une des « 500 chansons qui ont façonné le rock 'n' roll ». Elle est classée 119e des « 500 plus grandes chansons de tous les temps » par le magazine Rolling Stone en 2004. Elle est ensuite classée 120e dans la liste de 2010 du même magazine, puis rétrogradée à la 401e position dans la liste remaniée en 2021.
En 2025, elle est reprise en bachata par Prince Royce sur son album Eterno.

## Liste des titres
| A1. | Go Your Own Way     | Lindsey Buckingham | 3:34 |
| B1. | Silver Springs (en) | Stevie Nicks       | 4:33 |

## Crédits
- Lindsey Buckingham – guitares électriques, guitare acoustique, chant principal, chœurs
- Mick Fleetwood – batterie, maracas, cymbales
- Christine McVie – orgue Hammond, chœurs
- John McVie – guitare basse
- Stevie Nicks – chœurs

## Classements et certifications
| Classement (1977)                       | Meilleure position |
| --------------------------------------- | ------------------ |
| Afrique du Sud (Springbok Top 20)       | 4                  |
| Allemagne de l'Ouest (Media Control)    | 11                 |
| Australie (Kent Music Report)           | 20                 |
| Belgique (Flandre Ultratop 50 Singles)  | 1                  |
| Belgique (Wallonie Ultratop 50 Singles) | 9                  |
| Canada Top Singles (RPM)                | 11                 |
| Canada Adult Contemporary (RPM)         | 43                 |
| États-Unis (Hot 100)                    | 10                 |
| États-Unis (Adult Contemporary)         | 45                 |
| États-Unis (Cash Box Top 100)           | 10                 |
| Nouvelle-Zélande (RMNZ)                 | 23                 |
| Pays-Bas (Single Top 100)               | 1                  |
| Royaume-Uni (UK Singles Chart)          | 38                 |

| Classement (1977)              | Rank |
| ------------------------------ | ---- |
| Belgique (Flandre Ultratop)    | 17   |
| Canada (RPM Top Singles)       | 109  |
| États-Unis (Billboard Hot 100) | 94   |
| États-Unis (Cash Box Top 100)  | 86   |
| Pays-Bas (Nederlandse Top 40)  | 7    |
| Pays-Bas (Single Top 100)      | 6    |

### Certifications
| Région                                                                     | Certification | Ventes/Streams |
| -------------------------------------------------------------------------- | ------------- | -------------- |
| Royaume-Uni (BPI)                                                          | 2 × Platine   | 1 200 000‡     |
| xNon précisé par la certification ‡ventes/streaming selon la certification |               |                |